# Echinopora forskaliana
Espèce
Statut CITES
Echinopora forskaliana est une espèce de coraux appartenant à la famille des Merulinidae ou la famille Faviidae.